# Fitopatologia

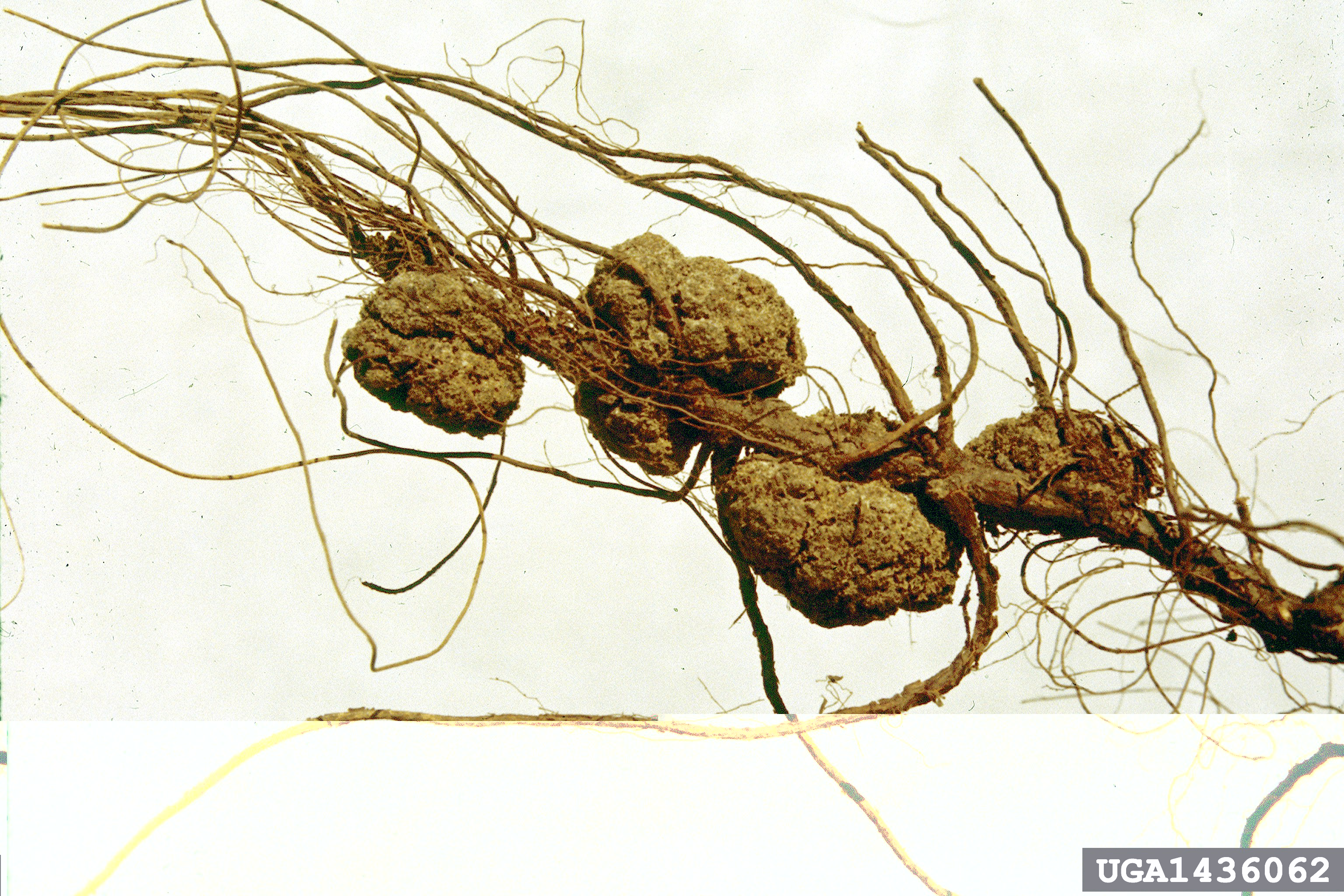
Els nòduls a les arrels per l'Agrobacterium causen problemes a moltes plantes

Fitopatologia és la ciència agronòmica que estudia les afeccions i malalties de les plantes i les seves possibles correccions. Estudia les malalties causades per malalties infeccioses patògenes i condicions mediambientals (trastorns fisiològics de les plantes). Els organismes que causen infeccions inclouen els fongs, oomicets, bacteris, virus de les plantes, viroides (organismes similars als virus), fitoplasmes, protozous, nematodes i plantes paràsites. La fitopatologia també s'ocupa de la identificació dels patògens, etiologia de les malalties, cicles de la malaltia, impacte econòmic epidemiologia de les malalties de les plantes, resistència a les malalties, com afecten aquestes malalties a animals i humans, genètica patosistèmica i control de les malalties de les plantes.

## Algunes parts de la Fitopatologia
- Afeccions ambientals: danys per agents climatològics: pedregada, secada insolació excessiva; contaminació, etc.
- Danys per plagues animals: invertebrats (insectes, àcars, mol·luscs) o vertebrats, aus o mamífers)
- Danys per altres vegetals: paràsits (vesc, cuscuta, orobanque o l'herba adventícia)
- Danys per microorganismes: bacteris, fongs i virus.

### Els principals fongs patògens de les plantes
Els 10 fongs més perjudicials per a les plantes segons el resultat d'una enquesta duta a terme a 495 investigadors de tot el món, publicada a la revista científica Molecular Plant Pathology, són:
- 1.Magnaporthe oryzae, patogen de l'arròs.
- 2.Botrytis cinerea, patogen generalista però també útil en algunes vinificacions
- 3.Puccinia spp. (gènere) produeix el rovell dels cereals
- 4.Fusarium graminearum, patogen generalista
- 5.Fusarium oxysporum, patogen generalista
- 6. Blumeria graminis, patogen dels cereals
- 7.Mycosphaerella graminicola, patogen, entre altres de les gramínies.
- 8.Colletotrichum spp. (gènere), patogen, entre d'altres, de fruites i plantes medicinals
- 9.Ustilago maydis o "carbó del blat de moro", tanmateix es fa servir com a model per a estudiar la immunitat molecular de les plantes i els processos infecciosos
- 10.Melampsora lini, patogen del lli, tanmateix es fa servir com a model per a estudiar la immunitat molecular de les plantes i els processos infecciosos.

## Història de la fitopatologia
Des de l'antiguitat els agricultors han cercat per recórrer contra els danys de les collites a pràctiques de màgia o superticions. Es considera el fundador de la fitopatologia moderna al florentí Giovanni Targioni Tozzetti, el qual en la seva obra fonamental, l'Alimurgia, critica una gran varietat de pràctiques que es feien servir en el seu temps com les de cremar escorpins vius, anotant, sarcàsticament, que "farien el mateix efecte encara que estiguessin morts".
Giovanni Targioni Tozzetti creà la disciplina científica de la fitopatologia esbrinant la causa de la gran carestia que hi va haver a la Itàlia central entre els anys 1765 i 1767, atribuint-la a l'agent del rovell del blat, el fong Puccinia graminis.
A França qui va estudiar la càries del blat va ser Mathieu de Tillet, i a Anglaterra Joseph Banks, però trigarà gairebé un segle per tal que l'estudi de les criptògames es faci a les universitats europees. En aquest llarg interval tractaven d'estudiar les malalties de les plantes per analogia amb les malalties humanes com la "indigestió", l'"astènia", l'"esgotament", la "congestió" i l'"anèmia". Dos agrònoms italians a principi del segle xix van classificar desenes de malalties de les plantes segons la simptomatologia semeiòtica: Filippo Re i Carlo Berti Pichat, els dos eren professors a Bolonya.
A la meitat del segle xix hi va haver dues calamitats fitopatològiques sense precedents la infecció de la patatera a Irlanda, per un paràsit d'origen americà, la peronospora, que en els tres anys següents a 1843 provocà més d'un milió de morts, i l'oïdi o malura blanca de la vinya que es va veure per primera vegada en un hivernacle d'Anglaterra el 1842 i s'estengué ràpidament a tots els vinyets d'Europa amenaçant destruir-los. Les mostres de l'oïdi preses per l'italià Agostino Bassi i l'alemany Anton de Bary van identificar l'agent causal. En els anys següentsi, Julius Kuhn, Joseph Berkeley, Carl Mortz Sorauer i René Louis Toulasne van identificar més paràsits dels vegetals. Els primers mitjans de lluita fitopatològica van ser el sofre col·loidal, les sals de coure i de calci. Gràcies a ells a Europa es va poder seguir conreant blat, patates i la vinya.